# Kupari

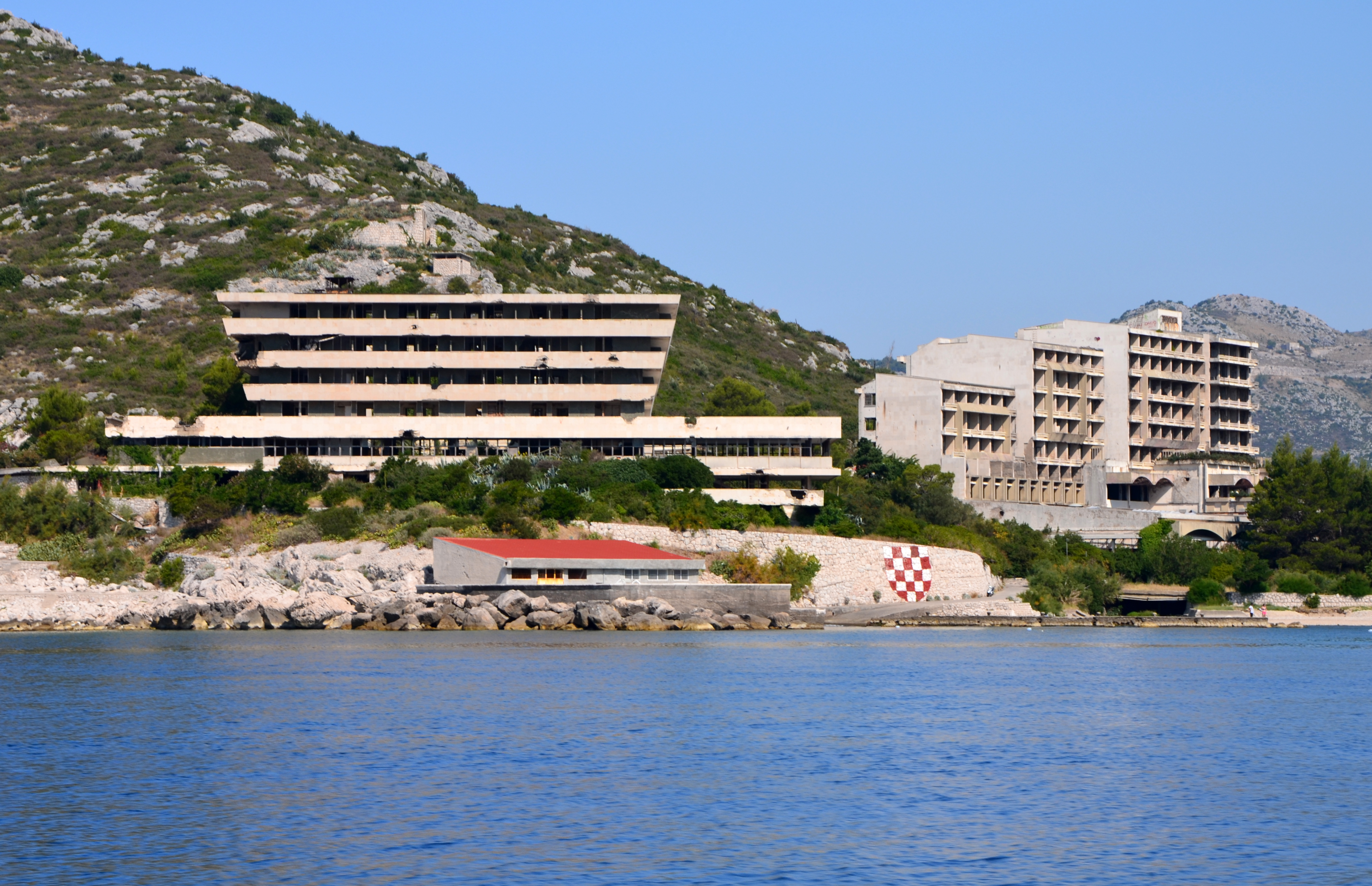
Vista da Praia de Kupari

Kupari é uma vila na Croácia, a sudeste de Dubrovnik e faz parte da área de Župa dubrovačka. Está conectado à rodovia D8. Kupari abriga o Complexo Turístico Kupari, uma estância turística militar abandonada. Dois empresários tchecos compraram um terreno em Kupari quando ainda era apenas uma antiga fábrica de tijolos após a Primeira Guerra Mundial. Em 1921, os empresários tchecoslovacos, juntamente com o Estado, fundaram o Grande Hotel Kupari, que seria um spa marítimo na baía; foi concluído em agosto de 1923 com 166 quartos e 340 leitos. Havia um restaurante checo-francês instalado no hotel que podia servir todos os 340 convidados ao mesmo tempo. No seu apogeu, foi o grande hotel mais luxuoso do sul da Dalmácia e seria a base da futura "Riviera Eslava". Tinha a sua própria estufa com flores ornamentais e vegetais cultivados para a cozinha e contava com a nata social da primeira República Tcheca, mas também com importantes funcionários de outros governos.

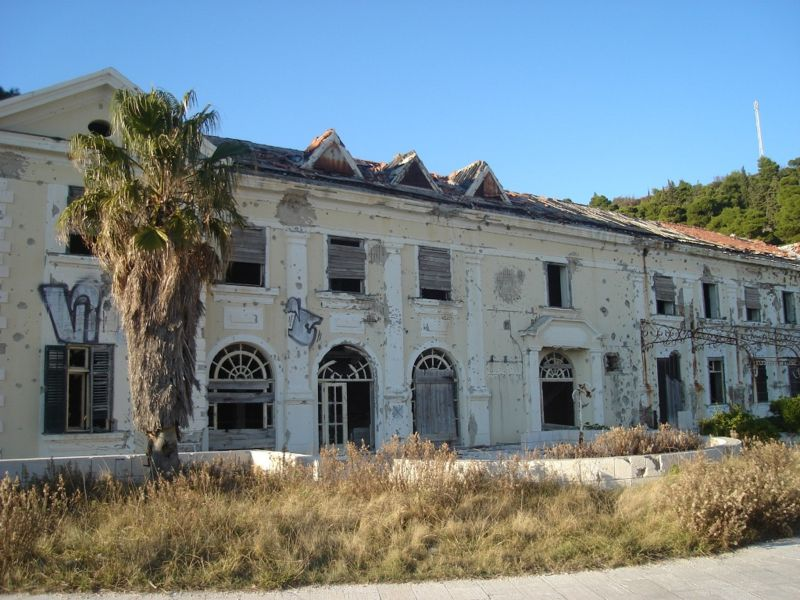
O Grande Hotel em Kupari

Após a Segunda Guerra Mundial, o spa foi assumido pelo exército iugoslavo e transformado em um centro de recuperação. Eles acrescentaram outros edifícios, incluindo uma vila separada para Josip Broz Tito. Ao final, foram preparados mais nove hotéis para os veranistas, e a capacidade total de hospedagem na baía passou para 4 500 hóspedes. No entanto, o local foi severamente danificado durante a Guerra de Independência da Croácia e está abandonado desde então.
Em 2 de março de 2024, o YouTuber americano MrBeast (Jimmy Donaldson) lançou um vídeo em seu canal intitulado "I Survived 7 Days In An Abandoned City" (em português: "Sobrevivi 7 Dias Em Uma Cidade Abandonada"), onde ele, junto com seu grupo de amigos e Mark Rober, sobreviveu 7 dias na vila, onde eles passaram a maior parte do tempo no antigo Grande Hotel Kupari.

## Demografia
De acordo com o censo de 2021, a população de Kupari era de 950 habitantes.